# Lego Mursten

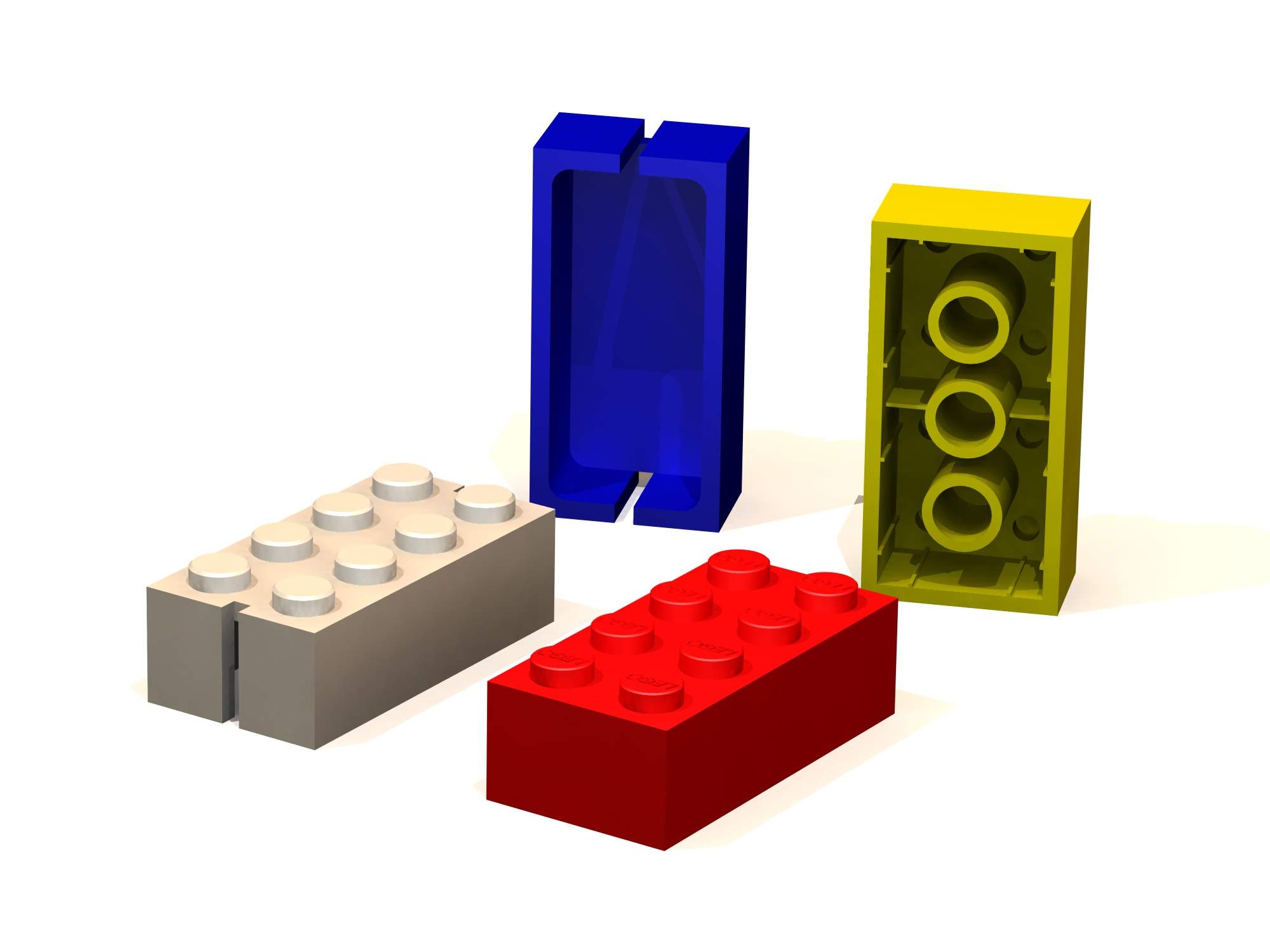
Srovnání moderní lego kostky s kostkou Lego Mursten

Lego Mursten (v dánštině „Lego kostky“) je řada stavebnic, vyráběných v podniku LEGO (později The LEGO Group) v letech 1953–1955. Jedná se o první plastikové stavebnice, které nesou označení Lego. Navázaly na starší řadu, zvanou Automatic binding bricks (1949–1953). Kostky z těchto stavebnic jsou plně kompatibilní s moderními kostičkami Lego, mají ale několik odlišností. Předně jsou na jedné i více stranách opatřeny zářezy, do kterých bylo možné zasouvat okna, dveře nebo kartonové kartičky s obrázky. Dále nemají na spodní straně trubičky, které od roku 1958 zajišťují pevnější spojení lego kostek. Třetí významný rozdíl spočívá v používaném plastu – zatímco pro moderní stavebnice se používá akrylonitrilbutadienstyren (ABS), kostky řady Lego Mursten byly lisované z acetátu celulózy (CA). Ten je však málo stabilní, takže kostky se během několika let deformovaly.

## Stavebnice
Vzhled stavebnic byl obdobný jako u starší řady Automatic binding bricks. Kostky byly v plochých krabicích uloženy ve 4 barvách (bílá, červená, zelená, žlutá) a pečlivě poskládané do šachovnicových vzorů. Na víku stavebnic byla použita fotografie vnoučat Ole Kirk Christiansena.  

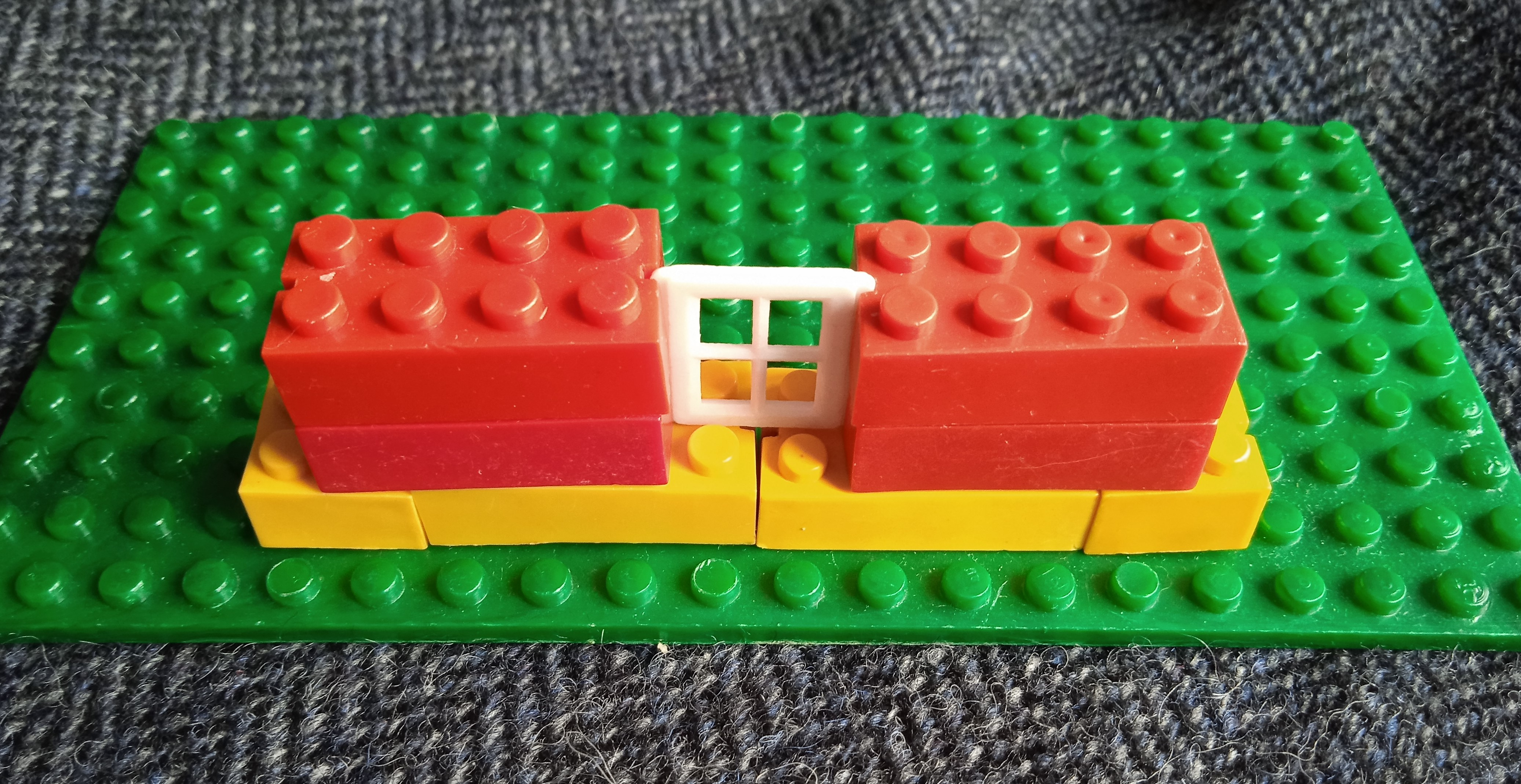
Starší typ oken

Sety byly prodávané pouze v Dánsku a v Norsku, v roce 1955 také ve Švédsku. Stejně jako u Automatic binding bricks byly k dostání nejen klasické stavebnice, ale i samostatné kostky, kupované v hračkářstvích po jednotlivých kusech. Oproti předchozím letům byly již kostky vyráběny ve větším spektru velikostí, včetně rohových dílů a extrémně dlouhých kusů (2x12 a 2x14 výstupků), které se později již nikdy neobjevily. Jejich velkým problémem byl ovšem použitý plast, který se postupem času deformoval, což bylo u velkých kostek samozřejmě nejvýraznější. I nadále se objevovaly též vícebarevné, mramorované kostky, které vznikaly lisováním zbytkových plastů. V 50. letech se prodávaly za poloviční cenu, ale v současnosti jsou sběrateli velmi žádané a drahé.  

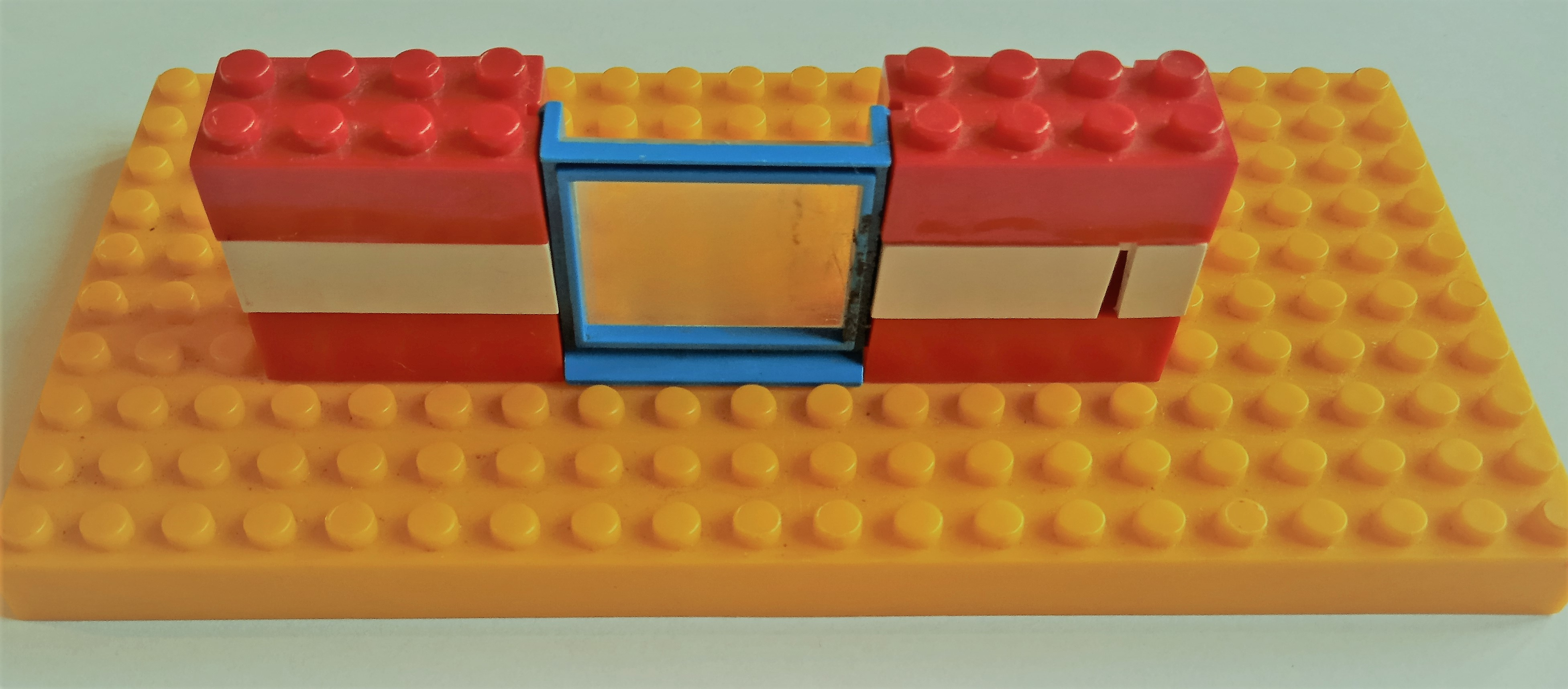
Novější typ oken

Oproti prvním kostkám z let 1949–1950 jsou již kostky řady Lego Mursten na spodní straně důsledně označovány nápisem LEGO. Stále však chybí nápisy na výstupcích („studs“), které mají moderní dílky. Teprve kostky o velikosti jednoho výstupku (poprvé vyrobené v roce 1954) byly tak malé, že logo nemohlo být umístěno uvnitř kostky, a tudíž bylo vyraženo právě na ploše výstupku.  
Součástí stavebnice byly kromě vlastních kostek i nadále tři druhy okének a dveře, které bylo možné upevňovat do zářezů v kostkách. V roce 1954 byly sety doplněny novými typy dveří a oken, která byly plastičtější a vybavená sklíčkem, stále se však připojovala pomocí zářezů v kostkách. 
Sety neobsahovaly návody ke stavbě jako moderní stavebnice lego, určitým vodítkem mohly být jen obrázky na krabici a také dovnitř vkládaný černobílý dvoulist, na němž byly otištěny hotové výrobky realizovatelné pomocí lego kostek. Předpokládalo se především stavění domů, rámečků na obrázky či fotografie a podobně, v letáku se však objevuje i letadlo, vlak nebo nábytek.
| Obrázek | Číslo  | Název                                                                                   | Počet dílů | Minifigurky | Rok vydání |
| ------- | ------ | --------------------------------------------------------------------------------------- | ---------- | ----------- | ---------- |
|         | 700/1  | Gaveæske („dárková krabice“)                                                            | 204        | –           | 1953       |
|         | 700/2  | Gaveæske („dárková krabice“)                                                            | 174        | –           | 1953       |
|         | 700/3  | Gaveæske („dárková krabice“)                                                            | 144        | –           | 1953       |
|         | 700/3A | Gaveæske („dárková krabice“)                                                            | cca 90     | –           | 1953       |
|         | 700/4  | Gaveæske („dárková krabice“)                                                            | cca 70     | –           | 1953       |
|         | 700/5  | Gaveæske („dárková krabice“)                                                            | 54         | –           | 1953       |
|         | 700/6  | Gaveæske („dárková krabice“)                                                            | 46         | –           | 1953       |
|         | 700/A  | Suppleringsæske – hele og halve mursten („doplňková krabice – celé a poloviční kostky“) | 24         | –           | 1953       |
|         | 700/B  | Suppleringsæske – vinduer og døre („doplňková krabice – okna a dveře“)                  | 12         | –           | 1953       |
|         | 700/C  | Suppleringsæske – vinduer og døre („doplňková krabice – okna a dveře“)                  | 6          | –           | 1954       |